# Alta Normandía
Alta Normandía (en francés: Haute-Normandie) fue una región de Francia creada en 1956, cuando Normandía se dividió en Baja Normandía y Alta Normandía. Abarcaba dos departamentos: el de Sena Marítimo y el de Eure. Correspondía a la parte oriental de la antigua provincia de Normandie. La ciudad principal es Ruan.
En el marco de la reforma territorial francesa de 2014, la Baja Normandía se fusionó con la  Alta Normandía el 1 de enero de 2016 para formar la región de Normandía.

## Historia
Haute Normandie fue creada como consecuencia a las discusiones políticas y administrativas que resultaron en la división de la región de Normandía entre Alta Normandía y Baja Normandía.

## Población
- En 2001, la industria manufacturera empleaba a 142.099 personas.
- Región más joven de Francia con un 36,5% de la población menor de 25 años.
- 12.317 km² (2% del territorio nacional) y dos departamentos (Eure y Seine-Maritime).
- 1,74 millones de habitantes (3% de la población francesa).

## Economía
- 60% de la producción francesa de lubrificantes.
- 50% de los plásticos, 30% de los automóviles.
- La 4.ª región francesa en comercio exterior.
- La 1.ª región en producción de lino.
- La 6.ª región en investigación.

## Cultura
- 1.ª región en densidad de museos.
- 2.ª en densidad de teatros.
- 20% del territorio ocupado por bosques.
- Más de 50 parques y jardines.

La región cuenta con varios equipos deportivos profesionales: el Le Havre AC de fútbol; el STB Le Havre, Évreux y Roen de baloncesto; y los Dragones de Rouen de hockey sobre hielo.
El Tour de Normandía es la principal carrera de ciclismo de la región, y forma parte del UCI Europe Tour.
La París-Rouen de 1894 fue la primera competición de automovilismo de la historia. El circuito rutero de Rouen-Les-Essarts albergó el Gran Premio de Francia de Fórmula 1 en las décadas de 1950 y 1960.

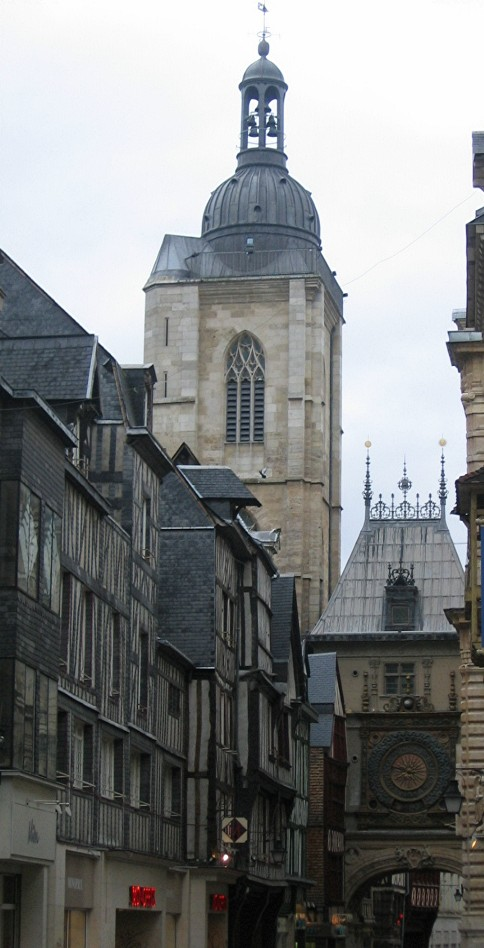
Ruan.